# LGBTプライド

8色の線が描かれたオリジナルのゲイ・プライド・フラッグ。1978年に、サンフランシスコ・プライドで初めてこの旗が掲揚された。

LGBTプライド（英語: LGBT pride）またはゲイ・プライド（英語: gay pride）は、レズビアン、ゲイ、バイセクシュアル、トランスジェンダー（LGBT）の人々が自己の性的指向や性同一性に誇りを持つべきとする概念を表す言葉である。用語・スローガンとしてはストーンウォールの反乱以降に定着した。

## 言葉の概念

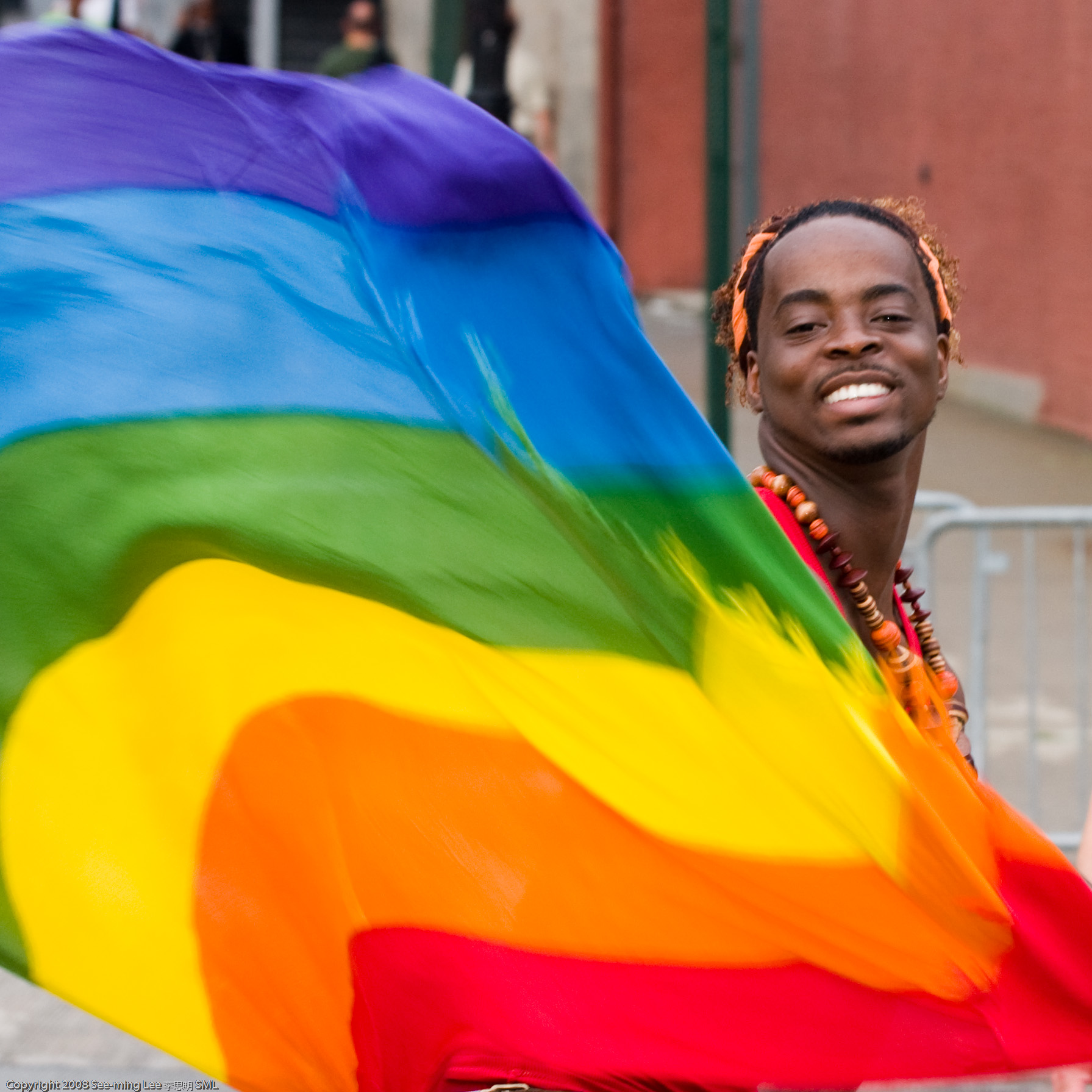
レインボーフラッグを纏うGay Pride New Yorkの参加者。2008年。

この言葉には、人々の性的指向や性同一性に誇りを持つ必要性、多様性は特別なものであるという考え、性的指向や性同一性は生まれつきのもので意図的に変えられるものではないもの、という3つの考えと結びつきがある。「LGBTプライド」やそれらの省略形である「プライド」は、様々なLGBTコミュニティに属する全ての個人を包括した表現として広がりつつある。
この言葉における「プライド」(pride)は「羞恥」(shame) と対比する意味を持っている。羞恥という言葉は歴史を通じてLGBTの人々への支配や抑圧のために使われてきた。「プライド」は総じて個人の自己評価やコミュニティーの肯定を表している。

## 歴史
現代の「プライド」ムーブメントは1969年に発生した米国ニューヨークのゲイバーにて警官の捜査に対して居合わせたゲイの人々が反撃を行った事件「ストーンウォールの反乱」の後に始まったとされる。さかのぼること1967年、ロサンゼルスで、LGBTQコミュニティに対する警察による嫌がらせと暴力を契機とした平和的な抗議活動のなかで、集まった支援者らは「自己防衛と教育における個人の権利」 (Personal Rights In Defense and Education; PRIDE) と称した。この事件は、「プライド」という言葉が初めてLGBTの権利と関連して使われたできごととなった。これが2年後に発生した「ストーンウォールの反乱」以降定着することとなる。
暴力的な出来事ではあったが、この事件は今日知られているなかでサブカルチャー・コミュニティが集団で自己の尊厳を訴えた運動初期における大きな出来事となった。ストーンウォールの反乱を毎年記念して行われるパレードは、まず全国的な草の根の運動から始まり、今日では世界中の国々でLGBTプライドの祝典が行われている。プライド・ムーブメントはやがてロビー活動、有権者登録、LGBTコミュニティの意義に関する啓発などのLGBTの社会運動を引き起こした。LGBTプライドの支持者はLGBTの人々の権利の平等や様々な恩恵のための活動をおこなっている。

### 古代・中世

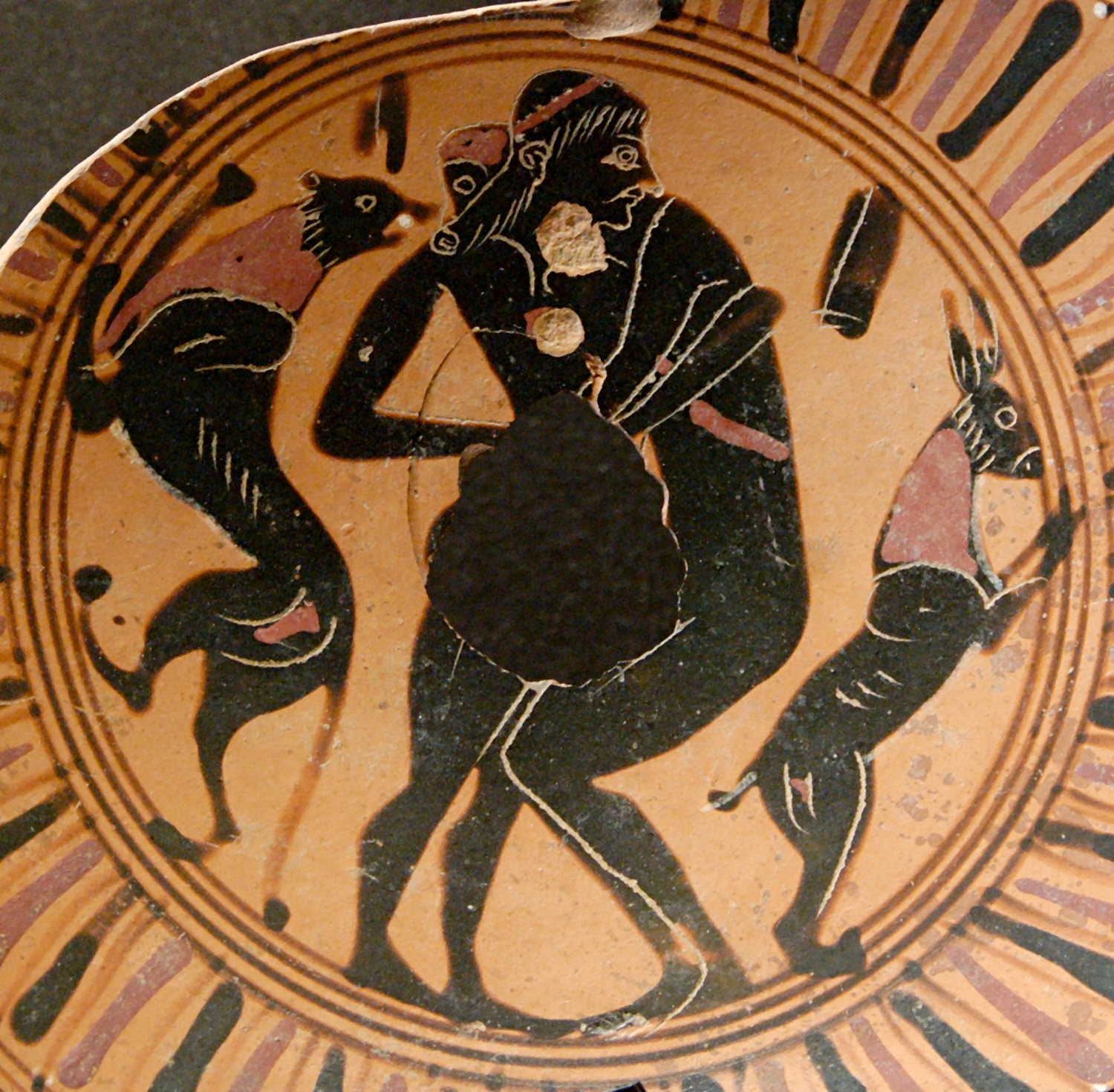
黒絵式の古代ギリシア陶器に描かれた同性愛の描写。 紀元前525年-520年頃。ルーヴル美術館蔵。

LGBTプライドの一部であるゲイ・プライドの賛同者は、これまで歴史を通じて同性愛に対しての許容と抑圧のせめぎ合いがあったことを指摘している。古代ギリシアにおいては今日の西洋文化のように性的指向を社会的な識別とする着想がなかった。ギリシア社会は性的衝動やその行為を社会的な性で区別しなかったが、それらの衝動や行為に関する許容の範囲は、社会規範に委ねられていた。レズビアンの語は古代ギリシアの著名な女性詩人サッポーが滞在していたレスボス島の名前が起源であり、彼女は女性の恋人に宛てた愛の詩を残している。ローマ帝国においても同性愛は広く存在したと考えられているが、その容認は複雑な社会システムや地域共同体によって取り決められていた。
中世にかけては教会 (キリスト教)の天国と地獄の教えが広まったことにより、性的な行動は概ね抑圧され始めていた。また、技術の後退によって、清潔な流水や汚水の管理といった基本的な衛生管理さえも過去のものとなっており、環境の悪化や病気が引き起こされた結果、人々は神の怒りを恐れて同性愛を不道徳なものとして批難するようになった。やがて同性愛のあらゆる行動が、羞恥の対象となるだけでなく、死刑とされるようになった。西暦390年には、ローマで同性愛を禁止する法が制定され、罰則として死刑が規定された。

### 19世紀－20世紀前半

#### ドイツ
ドイツでは、今日のLGBTプライドに続くような初期の同性愛者権利運動が行われていた。マグヌス・ヒルシュフェルトによって、公的な啓発が模索されたり、帝政期の1871年5月に施行された男性間の性行動を犯罪とする刑法175条の撤廃に向けた活動がなされた。
第二次世界大戦においてナチス・ドイツは支配地域に住む多くのヨーロッパの人々を逮捕し、強制収容所へ送還した。ホロコーストにおいて男性同性愛者（ゲイ）にはピンク色の三角形のマークが、女性同性愛者（レズビアン）には反社会的行動を表す黒の三角形がそれぞれ付されていた。

#### 20世紀前半までの著名人の活動

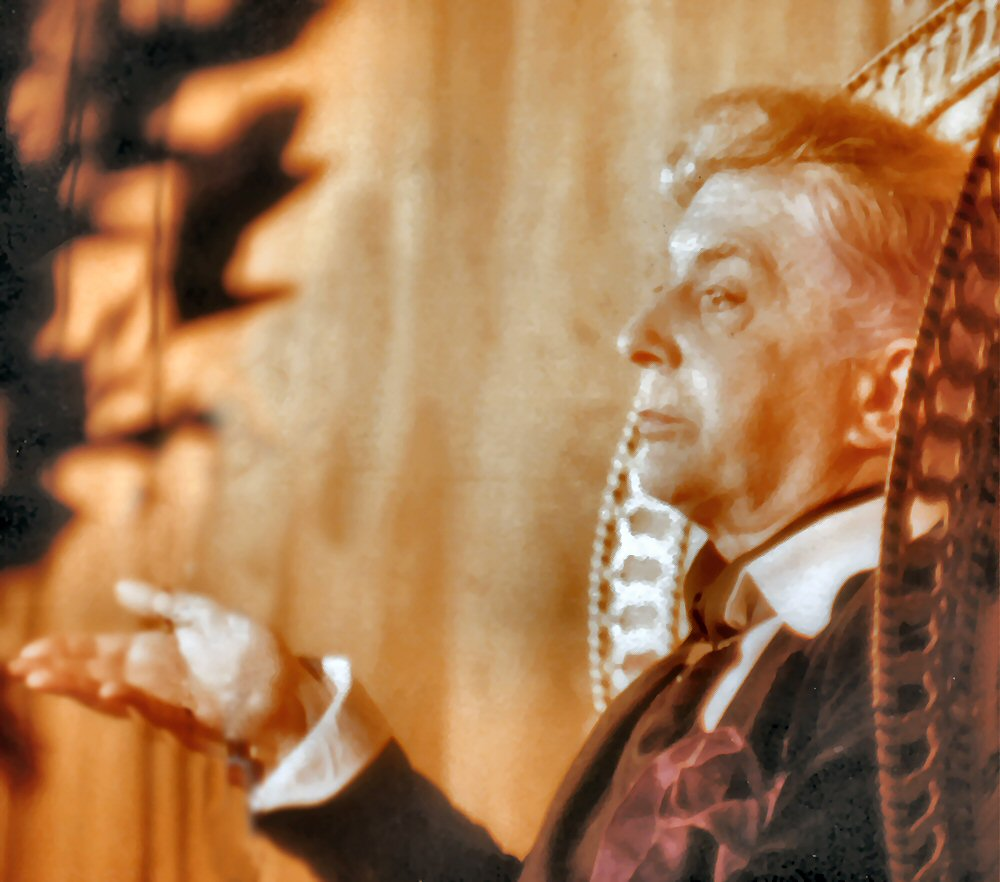
イングランドの作家で口承文学家のクエンティン・クリスプはそのウィットに富んだ話やクローゼットの否定を長く貫く生き方で知られた人物である。

LGBTプライドのムーブメントでは、過去のごく一部のLGBT著名人は侮辱をものともせずに開放的な生き方を行ったり、クローゼットとされていた人物がカミングアウトを行ったことが挙げられる。彼らはLGBTの権利や自身のありのままの生き方を求める活動のために身を投じた。オスカー・ワイルドは特に有名な人物で、「the love that dare not speak its name」（敢えて名を明かさぬ愛：古典的な同性愛の婉曲表現）によって投獄された。クエンティン・クリスプもまた、逮捕を恐れずに愛とともに生きるために社会規範と戦った。『裸の公務員』の著者であった彼は、LGBTコミュニティにおけるキャンプな著名人として、また多くのLGBTプライドのシンボルとしてアイコンとなった。

### 1960年代－1970年代

#### ストーンウォールの反乱
1969年7月、米国ニューヨークのゲイバー「ストーンウォール・イン」での警察の手入れに対してLGBTの人々は集団で反乱を起こした。抗議活動や暴動は数夜に渡って続いた。この事件は、LGBTの権利獲得運動の転換点となる。
ストーンウォールの反乱以前に遡る1964年には、サンフランシスコの同性愛団体「Council on Religion and the Homosexual」(CRH)を代表したゲイの活動家やプロテスタントの牧師らが出席した大統領選挙（民主党：リンドン・ジョンソン対共和党：バリー・ゴールドウォーター）の資金集めパーティーにて乱闘が発生し、イベントの関係者と3人の男性同性愛者の弁護士が拘束された。これが警察官による捜査に端を発したLGBT活動家達による最初の事件として記録されている。その後の法廷尋問では、同性愛者の被告側に有利な判断が出された。この時の被告の一人 Herb Donaldson は後にサンフランシスコ市裁判所の裁判官になっている。
また1966年8月には、サンフランシスコのテンダーロイン地区でコンプトンズ・カフェテリアの反乱と呼ばれるLGBTの若者による事件が発生している。

#### 最初のゲイ・マーチの経緯
1969年11月にクレイグ・ロッドウェルは、米国フィラデルフィアで行われた「East Coast Homophile Organizations」（ERCHO、同性愛者団体の東地域会議）のミーティングにおいて、仲間のフレッド・サージェントらとともに、ニューヨークで最初のゲイ・プライド・パレードを行うことを提案した。提案に際してそれまで行われてきたピケ「アニュアル・リマインダー」よりも意義深く、より参加人数を増やし、時間と場所が反乱との関係がより深くなるよう選び、基本的な人権を求めるアイデアが盛り込まれ、「Christopher Street Liberation Day」（クリストファー・ストリート解放記念日）として毎年7月最後の土曜日にニューヨークでデモを行う提案となった。クリストファー・ストリートは事件の現場となった通りの名前に由来し、このデモには服装の規定や年齢制限は設けられなかった。また、国中の同性愛者運動団体に連絡を取り、同日に各地で並行してデモ開催の働きかけを行い、全国規模の支持表明を得る提案もなされた。
ERCHOの会議に参加した団体は棄権した一つを除き、マーチの実施の評決に賛成票を入れた。マーチ実行の会議は翌年1月の初旬から始まったが、「GAA」のようなニューヨークの有力組織との調整は難航した。ロッドウェルと仲間のグループはイベントのコアグループ「CSLD Umbrella Committee」（CSLDUC）を作り上げた。最初の財源として、全国の同性愛者団体やスポンサーから寄付を集めたり、ロッドウェルが設立したオスカー・ワイルド書店の顧客簿を通じて寄付を募ったり、「GLF」から財政支援受けたりした。多くの支援により、CSLDUCは1970年7月最後の日曜日である28日に最初のマーチの開催を決めた。1970年4月にはそれまでマーチに反対を唱えていた同性愛者団体「Mattachine」の代表が交代し、この団体の反対は無くなった。この最初のマーチがLGBTプライドのイベントとして規模が広がり、今日では世界中でみられるようになった。ニューヨークとアトランタで毎年開催されるストーンウォールの反乱記念のイベントは「Gay Liberation Day」と名付けられ、サンフランシスコとロサンゼルスでは「Gay Freedom Day」と呼ばれている。後年になり様々な都市でイベントが開かれるようになり、両方の名前が広まっている。

### 1980年代以降

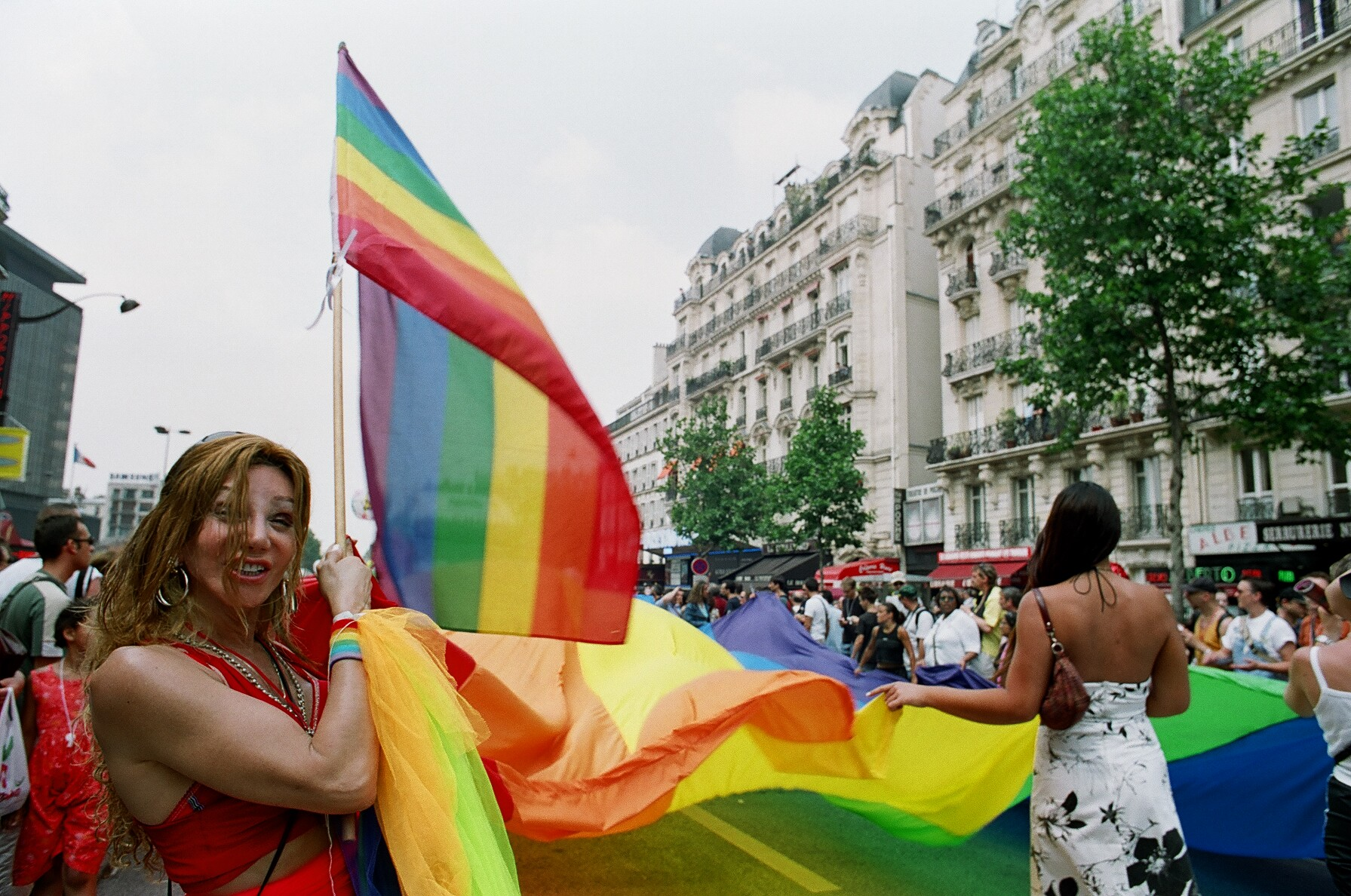
フランス、パリのプライド・パレードに参加するトランスセクシャル団体「PASTT」の先頭集団。2005年6月。

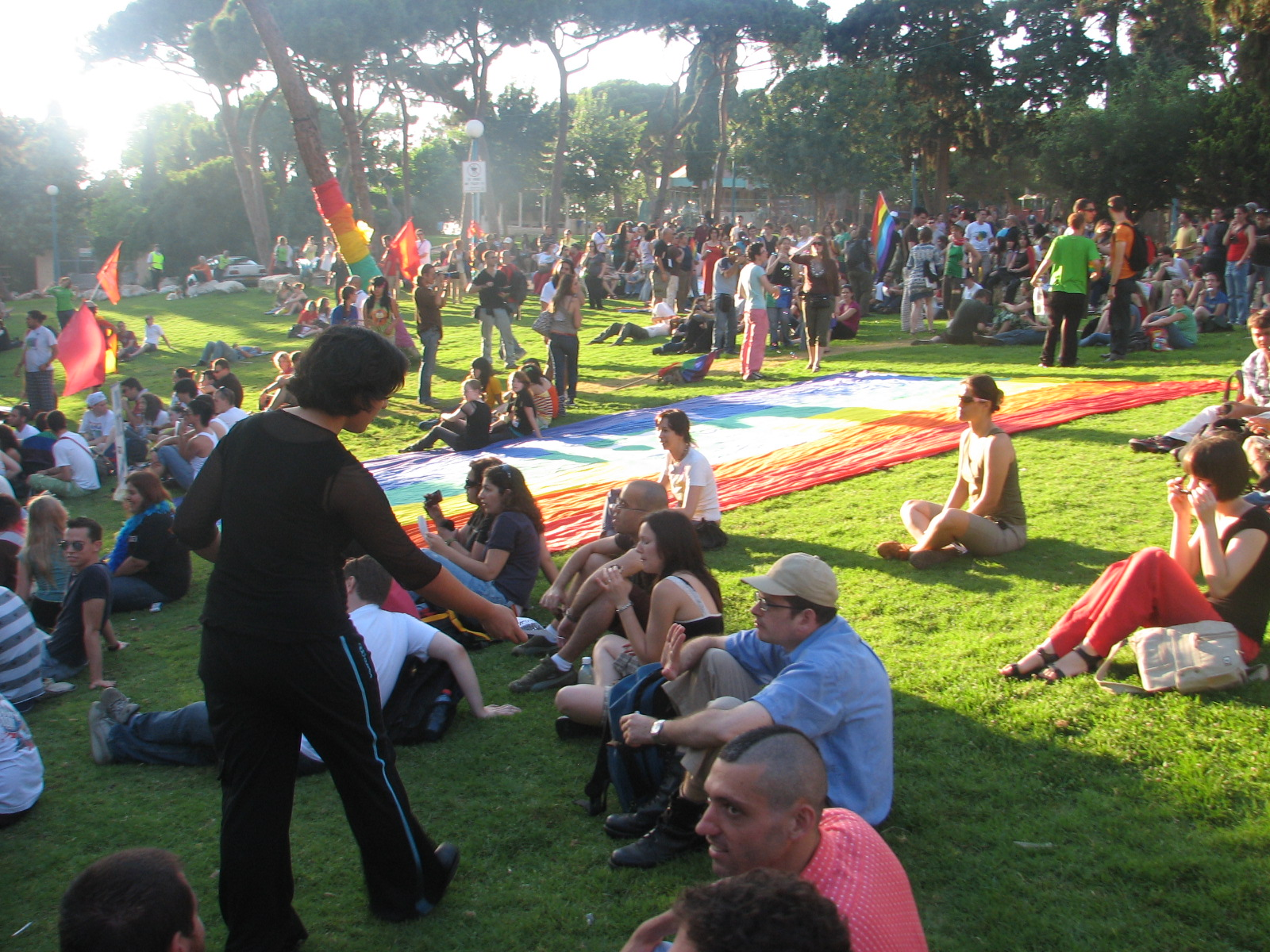
イスラエルのハイファで行われた HBT rally。

1980年代にはストーンウォールの記念行事がメジャー文化へと変化した。それまでの大雑把で草の根運動的な傾向のあったパレードがより組織化され、また以前にみられたゲイ・コミュニティの過激的な側面は殆どなくなった。マーチはコミュニティの保守的な人々の圧力の静まりとともに「Liberation」（解放）や「Freedom」（自由）といった面が名前とともに外され、「Gay Pride」（ゲイ・プライド）の視点に置き換わった。しかしながら、よりリベラルなサンフランシスコのゲイ・パレードと記念祝典の名称は1994年まで「Gay Freedom Day Parade」のままであったが、この年に「Gay Pride Day Parade」に名前が変わった。
2000年、当時のアメリカ合衆国ビル・クリントン大統領が6月を米国内の「LGBT Pride Month」(LGBTのプライド月間)と宣言し、2009年6月1日にはバラク・オバマ大統領がLGBT Pride monthを宣言した。2021年に就任したジョー・バイデン大統領は毎年5月31日にLGBTQI+ Pride Month宣言（A Proclamation on Lesbian, Gay, Bisexual, Transgender, Queer, and Intersex Pride Month）を発表している。
2008年、スペインのソフィア王妃は、LGBTプライドと議会で承認された同性結婚の法律に反対する作家Pilar Urbanoに引き合いに出された。王妃とスペイン王室はこれを否定した。

## シンボルとの関連性
LGBTプライドのシンボルにはレインボーフラッグ、蝶、「λ」（ギリシャ語のラムダ）、ナチ強制収容所のバッジを起源とするピンクやブラックのトライアングルなどがある。「λ」（ギリシャ語のラムダ）とピンク・トライアングルはゲイ解放運動の革命的シンボルとして使われていたが、今日ではより急進的なコミュニティにおけるシンボルとして、LGBTプライドやプライド・ムーブメントに取り込まれている。ピンクトライアングルは、オランダ・アムステルダムにある同性愛者を理由に迫害された人々の追悼碑「ホモモニュメント」の建立に影響を与えた。

## 関連書籍
- Alwood, Edward (1996). Straight News: Gays, Lesbians, and the News Media Columbia University Press, New York. ISBN 0-231-08436-6.
- Carter, David (2004). Stonewall: The Riots That Sparked The Gay Revolution. St. Martin's Press. ISBN 0-312-34269-1.
- Duberman, Martin (1993). Stonewall Dutton, New York. ISBN 0-452-27206-8.
- Loughery, John (1998). The Other Side of Silence – Men's Lives and Gay Identities: A Twentieth-Century History. New York, Henry Holt and Company. ISBN 0-8050-3896-5.
- Marotta, Toby (1981). The Politics of Homosexuality. Boston, Houghton Mifflin Company. ISBN 0-395-31338-4.
- Teal, Donn (1971). The Gay Militants. New York, Stein and Day. ISBN 0-8128-1373-1.